# Almut Baumgarten
Almut Baumgarten (* 1969) ist eine deutsche Autorin.

## Leben
Baumgarten studierte Philosophie, Literaturwissenschaft und Soziologie an der Albert-Ludwigs-Universität Freiburg. Seit 2004 ist sie als Autorin tätig. Sie war auch Hausautorin am Pfalztheater Kaiserslautern in der Spielzeit 2008/09. Almut Baumgarten lebt mit ihrer Familie in Velbert-Langenberg.

## Publikationen
- Mucksmenschenstill. Mixtvision Verlag, 2012. ISBN 978-3-939-43550-1 [2013 auch erschienen als epub]

Beiträge
- Mimesis zu Schreiben in einem Zug. Deutsche Bahn AG, 2004, S. 25 ff. ISBN 978-3-833-41906-5
- Tank zu: Krieg und Frieden. Literaturpreis des Bezirks Schwaben 2005. Hrsg. von Peter Fassl, Wißner-Verlag, 2005. ISBN 978-3-896-39514-6

Bühnenstücke (Auswahl)
- Tank. 2008 [Uraufführung 2009 am Pfalztheater].[3]
- Fliegen. Sprechtheater, Jugend, Schauspiel.[4]
- Silverday. Spielvorlage für Seniorentheaterstücke. Hrsg. von Almuth Fricke, kopaed, München 2010.
- Die Klappe. Ein Schauspiel. 2011.[5]

## Ehrungen (Auswahl)
- 2005: 2. Preis Schwäbischer Literaturpreis[6]
- 2006: Preisträgerin der Akademie-Preisfrage der Bundesakademie für kulturelle Bildung Wolfenbüttel[7]
- 2008: Stückepreis Else-Lasker-Schüler-Dramatikerpreis
- 2008: Jugendtheaterpreis Baden-Württemberg[8]
- 2009: DramatikerInnenpreis NRW „Reif für die Bühne“[9]